# Anacolia cameruniae
Anacolia cameruniae är en bladmossart som beskrevs av Hugh Neville Dixon 1933. Anacolia cameruniae ingår i släktet Anacolia och familjen Bartramiaceae. Inga underarter finns listade i Catalogue of Life.